# Parmotrema hypomiltoides
Parmotrema hypomiltoides är en lavart som först beskrevs av Vain., och fick sitt nu gällande namn av Kurok. Parmotrema hypomiltoides ingår i släktet Parmotrema och familjen Parmeliaceae.   Inga underarter finns listade i Catalogue of Life.